# Movimiento Unido Revolucionario de los Pueblos
El Movimiento Unido Revolucionario de los Pueblos (en turco: Halkların Birleşik Devrim Hareketi o HBDH) es una alianza de diez organizaciones de izquierda turca y kurda en Turquía. La alianza fue fundada el 12 de marzo de 2016, con el objetivo de derrocar al gobierno de Recep Tayyip Erdoğan.

## Antecedentes
La alianza eligió declarar su fundación sea el 12 de marzo para anunciar al mundo su compromiso con la lucha contra el fascismo del gobierno del AKP en Turquía. El 12 de marzo de 2016 es el 45.º aniversario del memorándum militar turco de 1971, el 21.º aniversario de los disturbios del barrio de Gazi y el 12.º aniversario de los disturbios de Al Qamishli de 2004. Estos tres eventos sirven como recordatorios importantes de la misión de la coalición, y "liderar victoriosamente nuestra lucha por la Revolución, la democracia y el socialismo".
La alianza cree que el partido de Erdoğan, el Partido de la Justicia y el Desarrollo (AKP), busca implementar una nueva dictadura fascista en Turquía, restaurando efectivamente la dictadura fascista establecida el 12 de marzo de 1971. Cinco miembros de la coalición (el TKP/ML, el MLKP, el TKEP/L, Devrimci Karargâh y el MLSPB) también son miembros de la Brigada Internacional de Liberación, una organización de combatientes extranjeros que apoyan la Revolución de Rojava.

## Principios y objetivos
La alianza exige la destrucción del AKP y su apoyo público junto con él. Exige que todas las víctimas del terror del gobierno se organicen para derrocar al partido gobernante del AKP. La coalición enfatiza que la lucha por la autodeterminación de las minorías es de la mayor importancia, para todos los pueblos oprimidos por el gobierno:

Si se rompe la lucha por la autodeterminación kurda, el AKP comenzará a atacar a todas las demás fuerzas de la oposición en Turquía. En consecuencia, el futuro de todas las fuerzas progresistas, revolucionarias y de la clase obrera en Turquía está directamente relacionado con el futuro de la resistencia kurda.

A través de este mensaje, la coalición llama a la movilización de una revolución popular unificada para derrocar al gobierno actual. La alianza resiste todas las formas de imperialismo, fascismo, racismo, capitalismo y conservadurismo en su camino hacia una revolución. Invitan a "nuestros pueblos, nuestros trabajadores, los oprimidos, todas las culturas, comenzando con los alevís, las mujeres, los jóvenes a unirse a las filas del Movimiento Unido Revolucionario y luchar".

## Grupos
| Brigada      | Ideología                            | Desde |
| ------------ | ------------------------------------ | ----- |
| TKEP/L       | Marxismo-leninismo                   | 2016  |
| TKP/ML TİKKO | Marxismo-leninismo-maoísmo           | 2016  |
| DK           | Marxismo-leninismo guevarismo        | 2016  |
| PKK          | Confederalismo democrático           | 2016  |
| MKP          | Marxismo-leninismo-maoísmo           | 2016  |
| MLKP         | Marxismo-leninismo hoxhaísmo         | 2016  |
| THKP-C MLSPB | Marxismo-leninismo                   | 2016  |
| DKP          | Marxismo-leninismo                   | 2016  |
| TİKB         | Marxismo-leninismo antirrevisionista | 2016  |

La Coordinación de Proletarios Revolucionarios (PDK) también ha anunciado que se han unido a la alianza, mientras que el Movimiento de Resurrección (TDH) ha expresado interés en unirse.

## Actividad
Poco después de su formación, el movimiento comenzó a realizar operaciones armadas contra el gobierno turco. El 6 de mayo de 2016, el HBDH atacó una base del Comando General de Gendarmería en la provincia de Giresun en el noreste de Turquía. Según informes de noticias, una bomba al costado de la carretera explotó, apuntando a un vehículo de Gendarmería. El HDBH se atribuyó la responsabilidad por el ataque del 8 de mayo, afirmando que tres gendarmes murieron en el ataque, así como el comandante de la base, que era el objetivo previsto. Esto fue inconsistente según con la publicación de Odatv, que informó solo 1 baja.
Desde su ataque inicial, el Comando Conjunto del Movimiento Revolucionario Unido de los Pueblos se ha atribuido la responsabilidad de varios ataques más en la región, dirigidos principalmente contra soldados o gendarmes turcos. El ataque más notable se produjo el 19 de julio, tan solo 4 días después del intento de golpe de Estado turco de 2016. El HBDH informó que habían matado a 11 policías antidisturbios en la provincia de Trebisonda a las 08:30 de esa mañana. El informe del HBDH es coherente en tiempo y lugar a un ataque reportado por la Agencia de Noticias Doğan, en el cual "asaltantes desconocidos" dispararon contra un puesto de control policial. Este informe indica que 3 oficiales fueron aniquilados y 5 resultaron heridos, junto con un civil.